# Suzuki

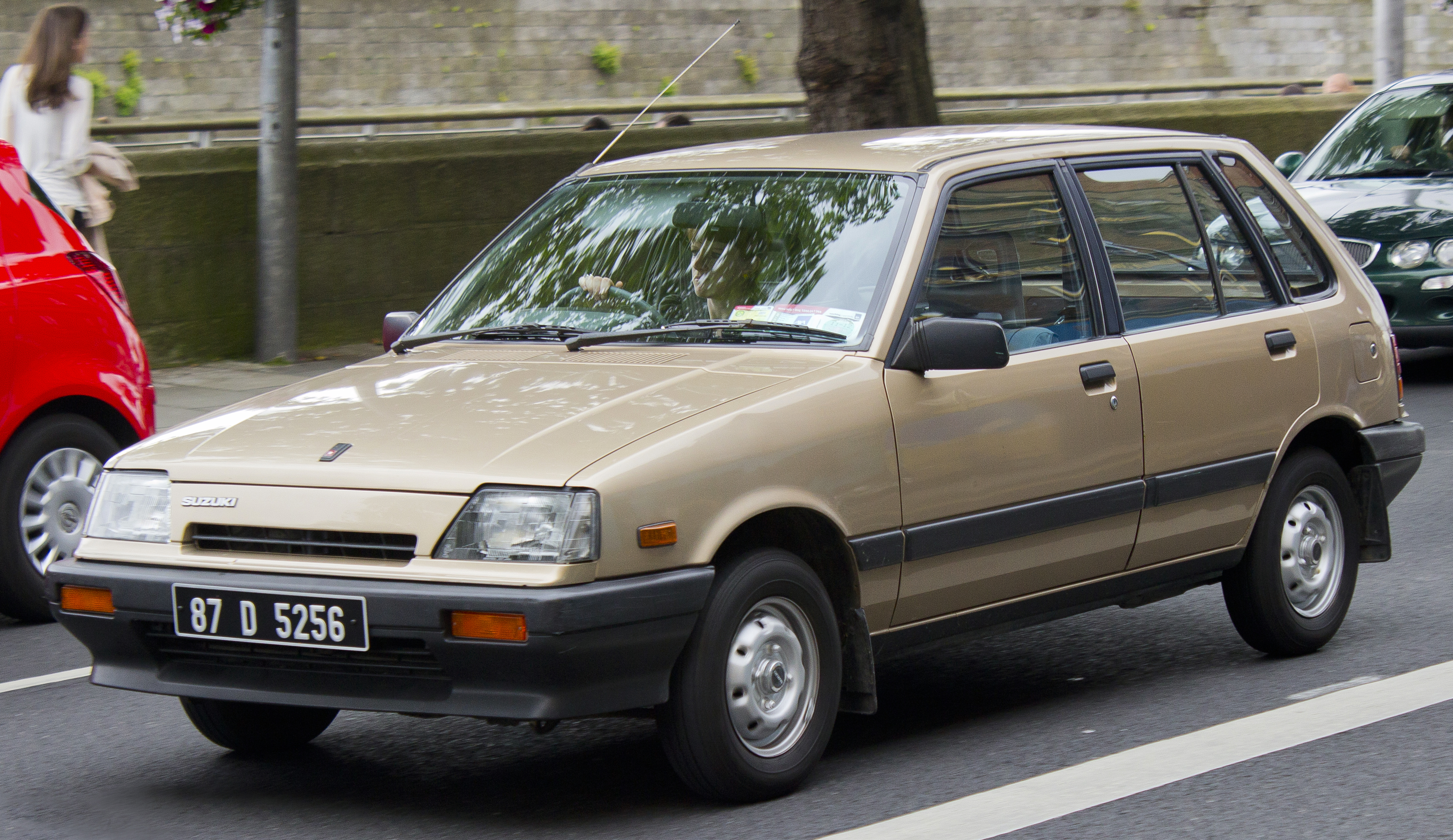
Suzuki Swift z 1987 roku

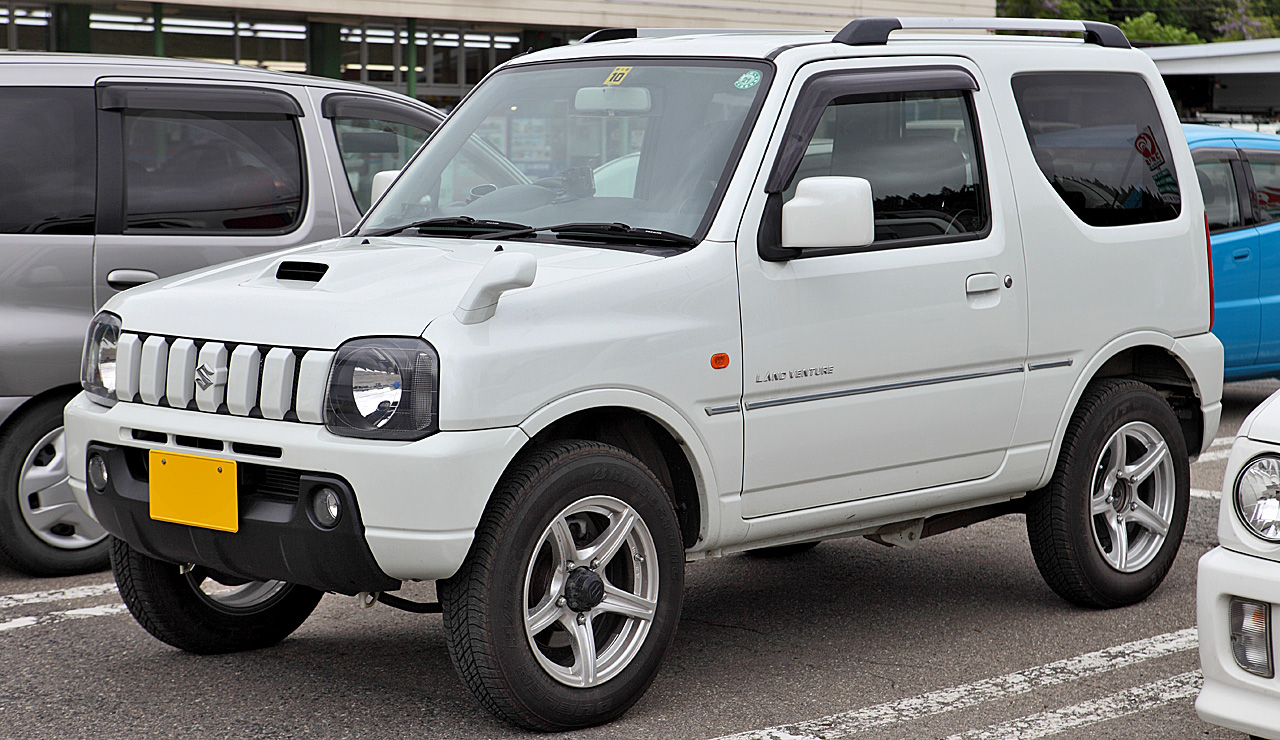
Suzuki Jimny III

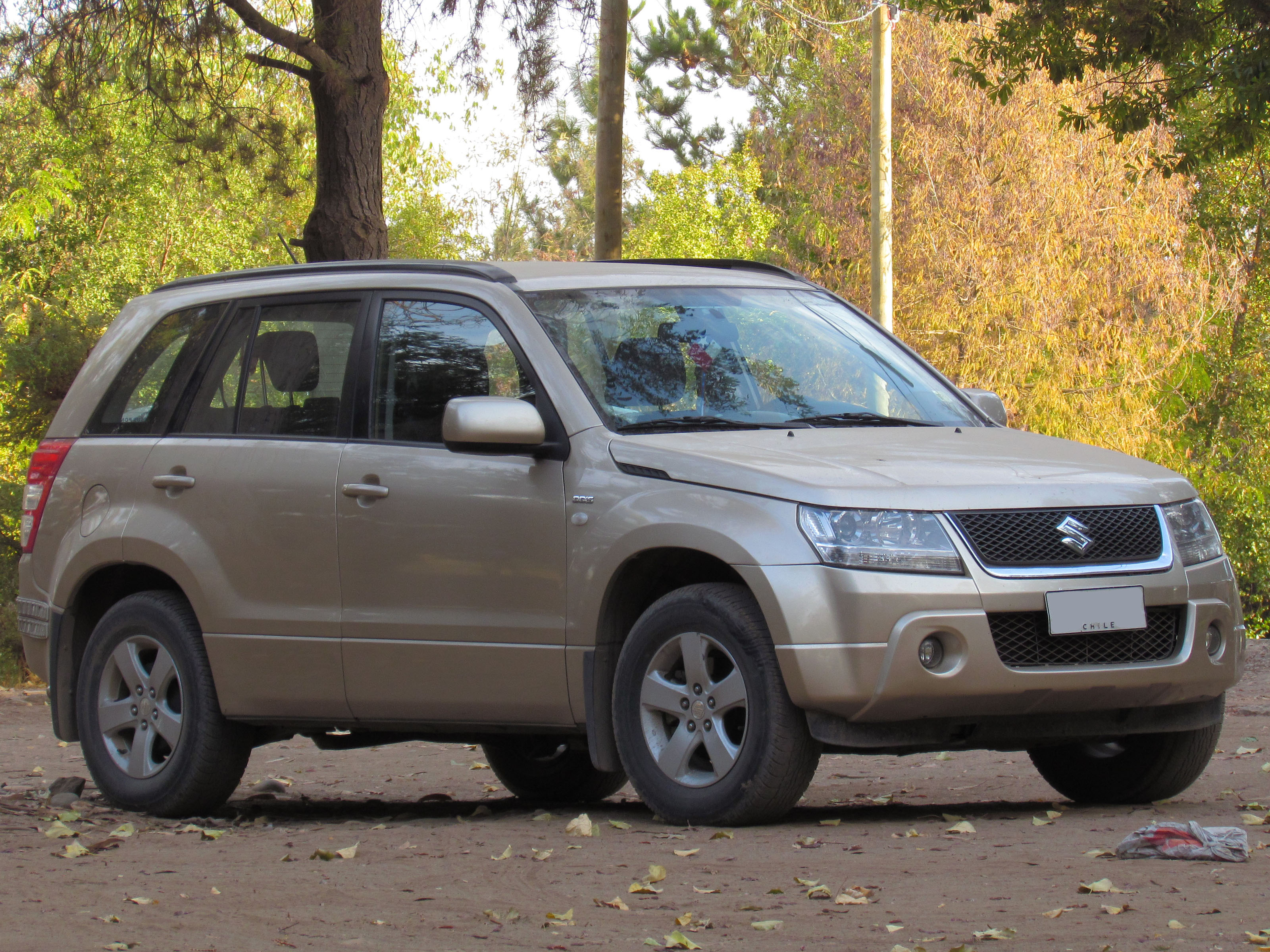
Suzuki Grand Vitara z 2008 roku

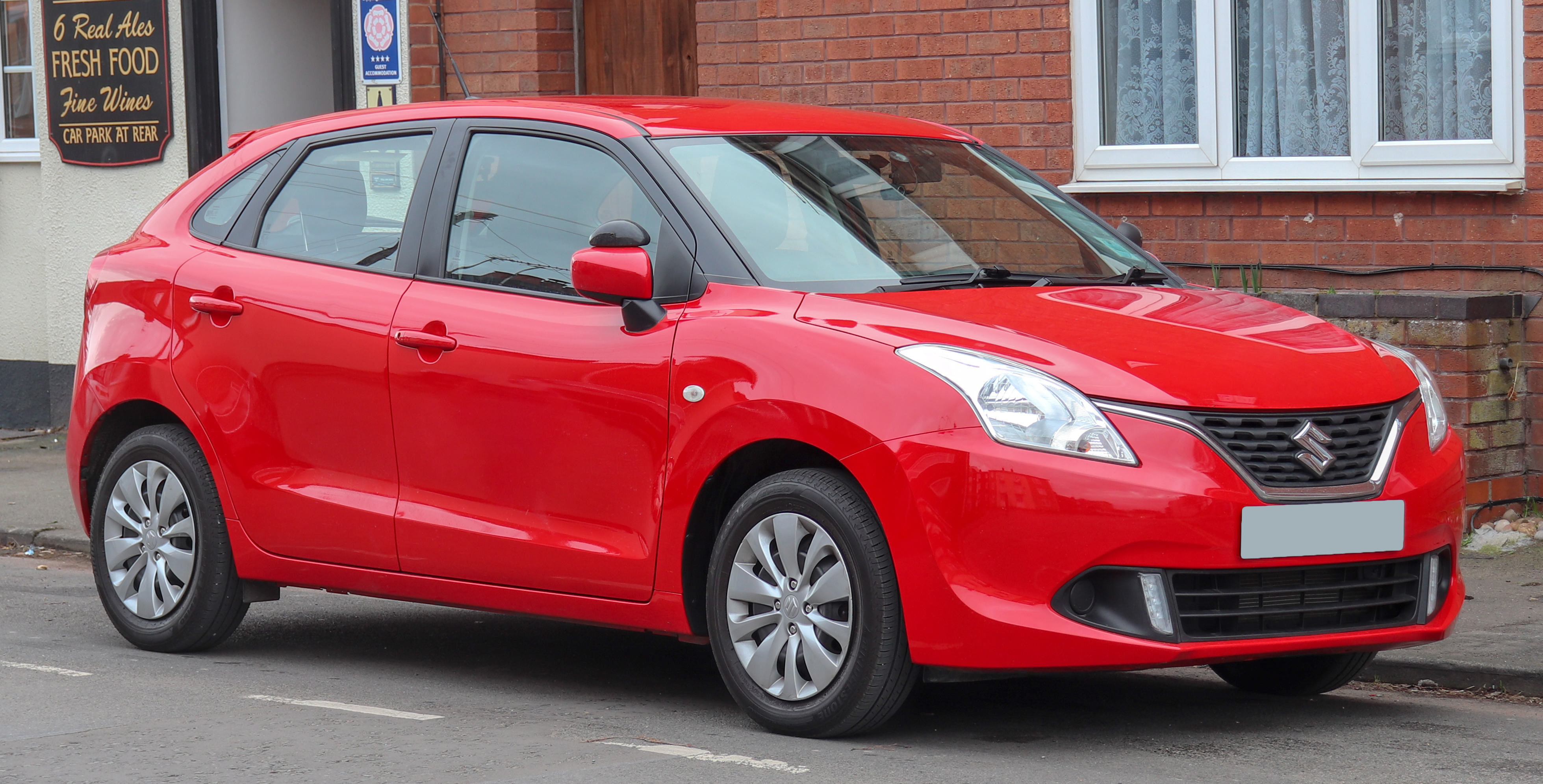
Suzuki Baleno z 2017 roku

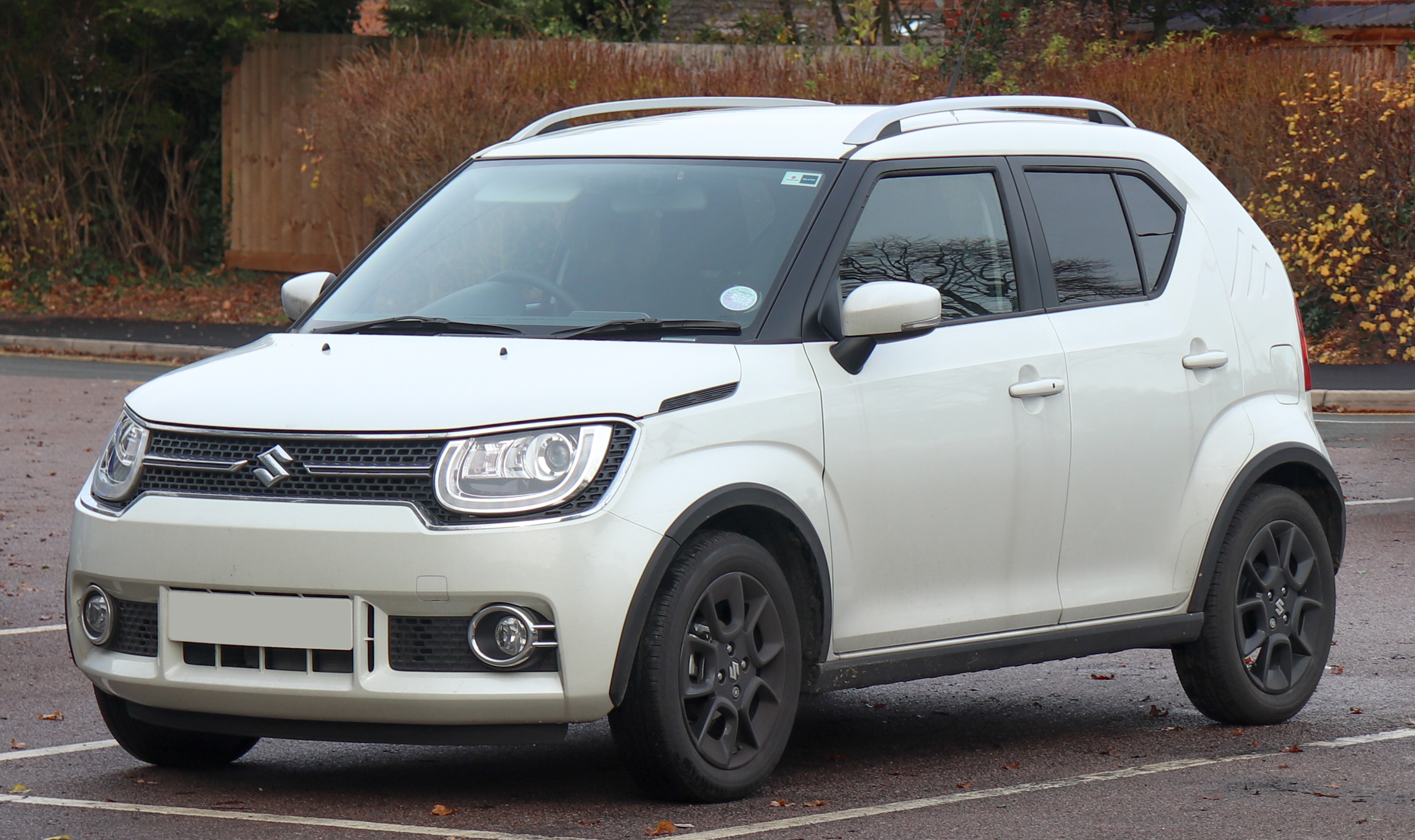
Suzuki Ignis z 2018 roku

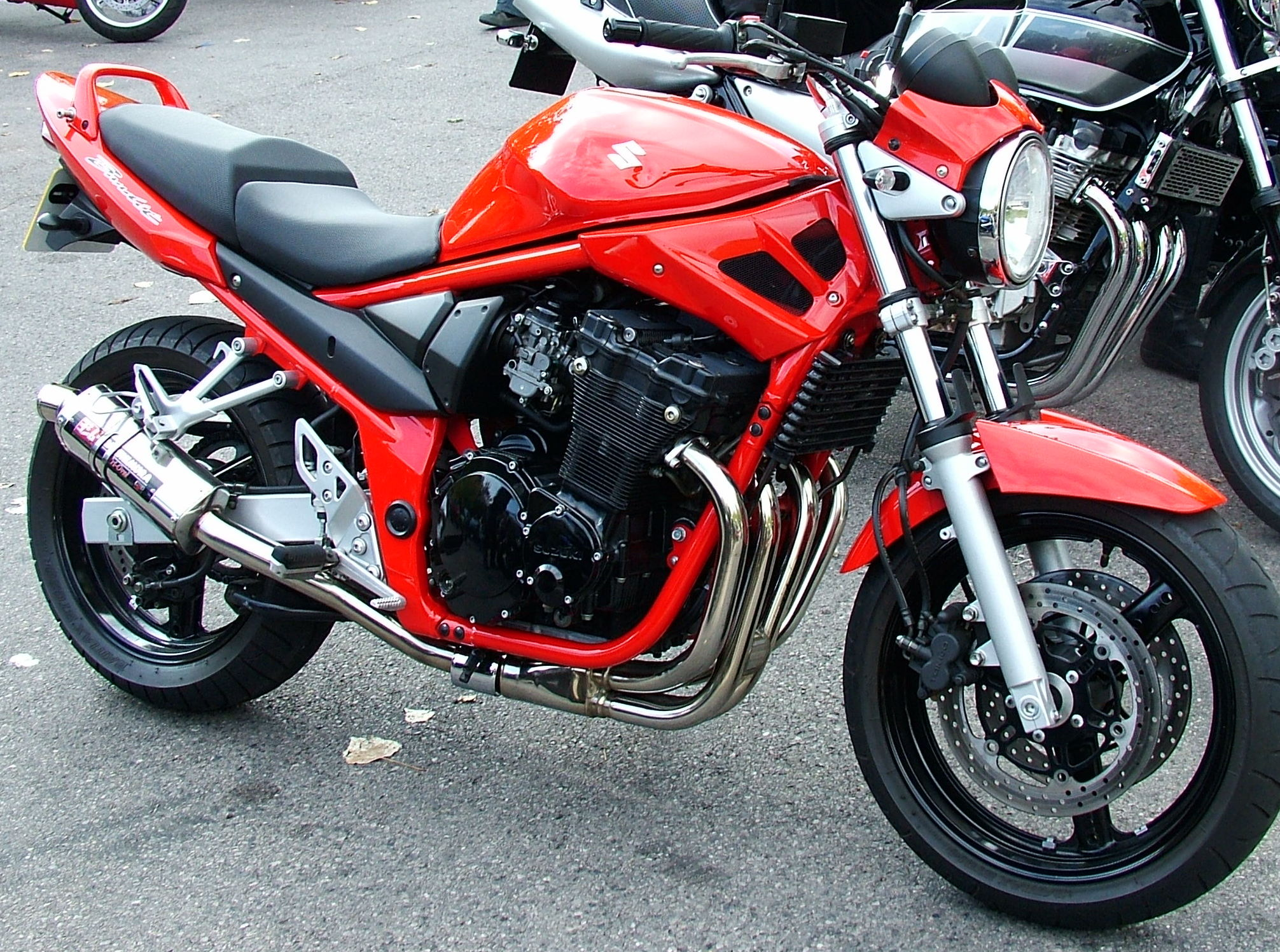
Suzuki Bandit

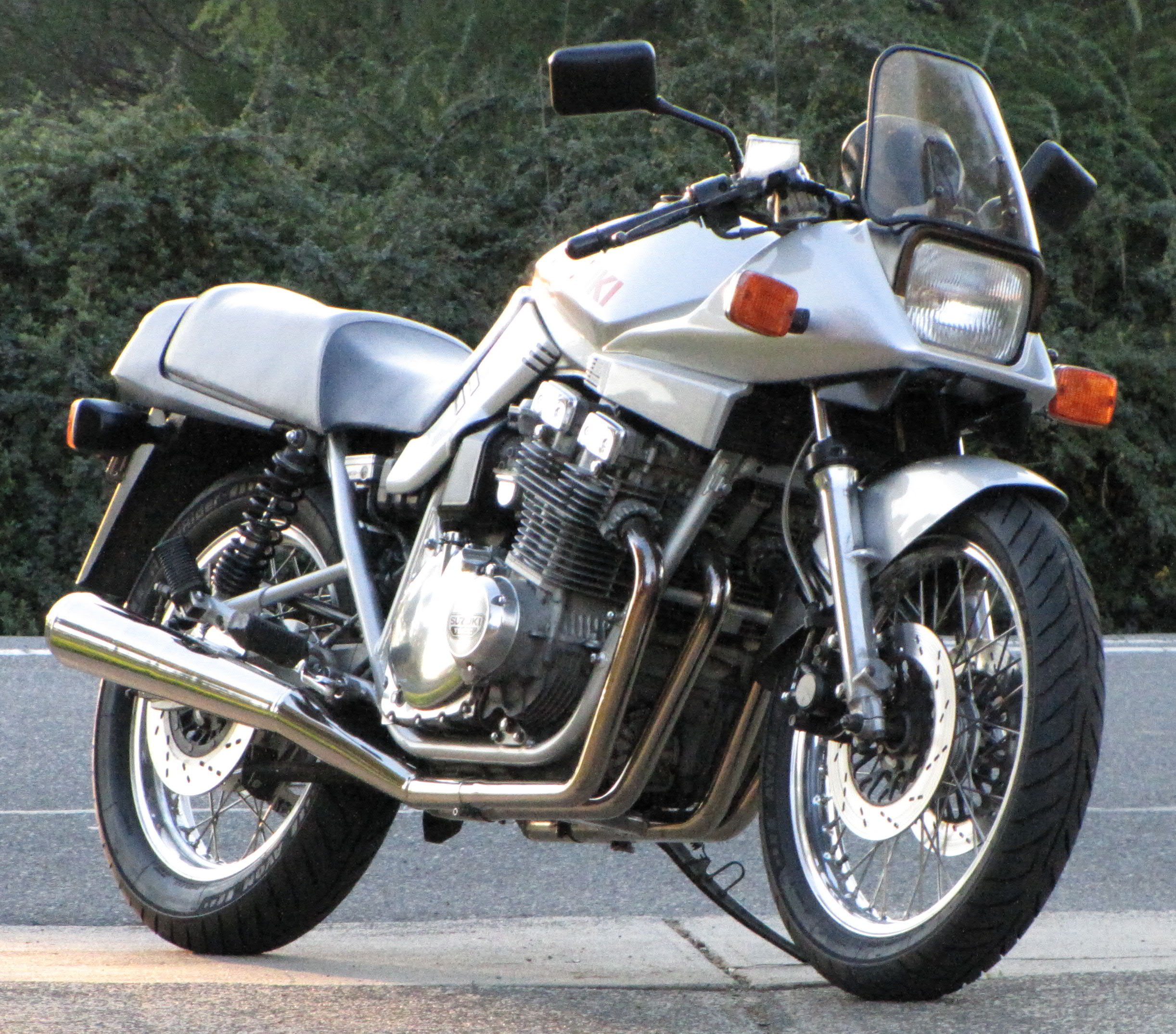
Suzuki Katana

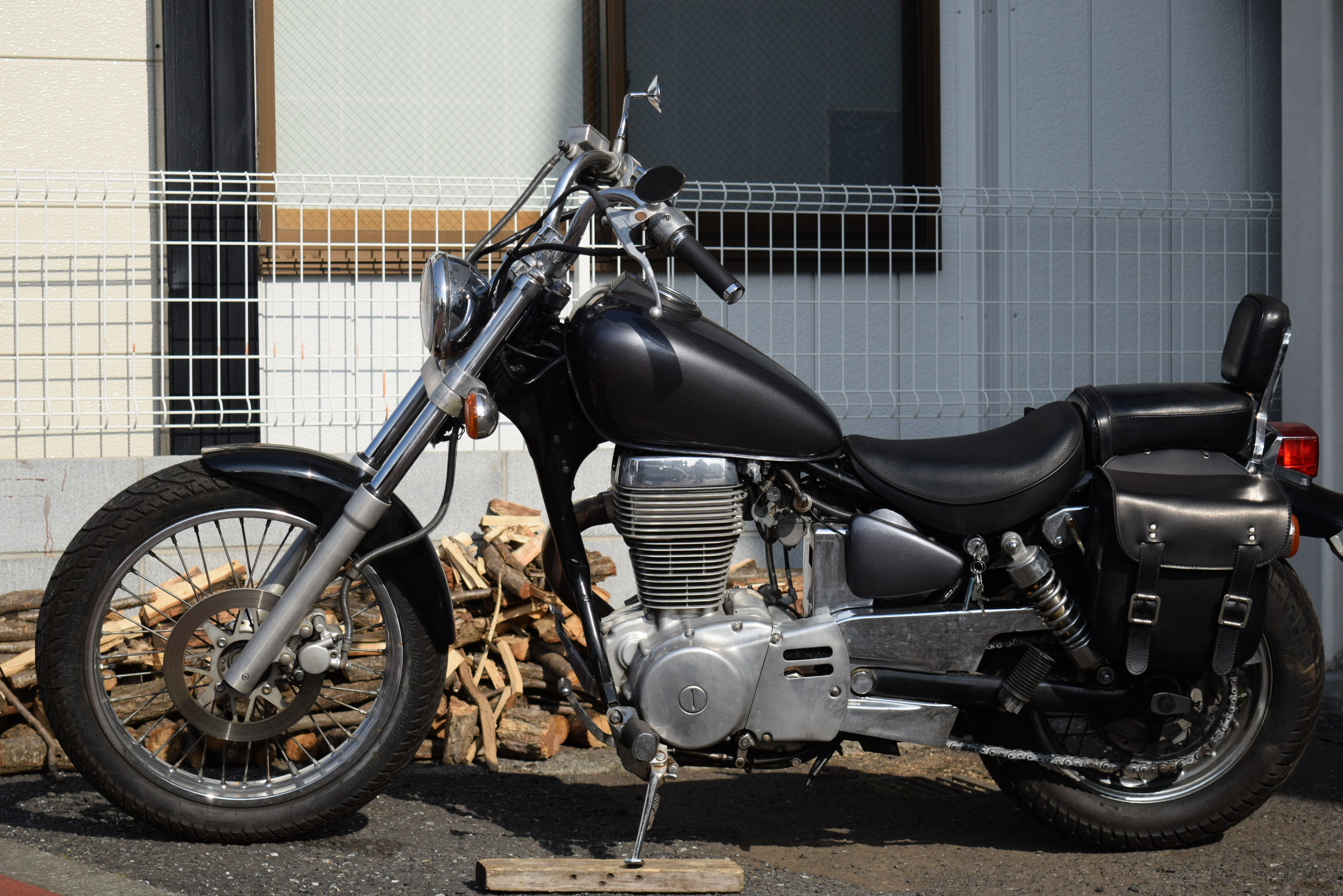
Suzuki Savage

Suzuki Motor Corporation (jap. スズキ株式会社 Suzuki Kabushiki-gaisha) – japoński producent samochodów, motocykli i silników, powstały w październiku 1909 w Hamamatsu.

## Historia
W październiku 1909 Michio Suzuki założył w Hamamatsu wytwórnię urządzeń tkackich dla przemysłu jedwabniczego pod nazwą „Suzuki Loom Company”, a potem w 1920 roku nazwę zmieniono „Suzuki Loom Works”. Suzuki wyrobił sobie markę, wynajdując w 1929 roku nowy rodzaj krosna, który był eksportowany na cały świat, ale chciał się zdywersyfikować i uznał, że samochody będą rozwijającym się przemysłem w nadchodzących dziesięcioleciach. W 1937 roku Michio Suzuki rozpoczął projekt budowy niewielkich samochodów, zaś dwa lata później zbudowanych zostało kilka prototypów napędzanych wówczas nowatorskimi, chłodzonymi cieczą, czterosuwowymi i czterocylindrowymi silnikami benzynowymi. W związku z wybuchem w tym samym roku II wojny światowej plany produkcyjne Suzuki zostały przerwane przez rząd Japonii. Pod koniec wojny powrócono do produkcji urządzeń tkackich dzięki zgodzie rządu amerykańskiego na import bawełny. W 1951 roku z uwagi na załamanie rynku jedwabniczego, Michio Suzuki powrócił do myśli o produkcji pojazdów, gdyż na rynku japońskim wzrosło zapotrzebowanie na produkcję niedrogiego i pewnego sposobu transportu. W tym samym roku do produkcji wprowadzony został motorower „Power Free” napędzany silnikiem o pojemności 36 cm³.
W 1955 roku wprowadzony został pierwszy masowo produkowany samochód o nazwie Suzulight. Wyposażony został w silnik o mocy 16 KM. W 1961 roku z firmy wyodrębniono oddział zajmujący się produkcją maszyn tkackich, a także rozpoczęto produkcję lekkiego auta dostawczego Suzulight Carry. W 1970 roku zaprezentowany został pierwszy pojazd terenowy marki – Suzuki Jimny, a rok później motocykl GT 750. Z początkiem lat 90. zmieniona została nazwa firmy na Suzuki Motor Corporation.

## Produkty

### Samochody osobowe

#### Obecnie produkowane
- Across
- Alto
- Celerio
- Ciaz(inne języki)
- Dzire(inne języki)
- Ertiga(inne języki)
- Escudo
- Grand Vitara
- Hustler(inne języki)
- Ignis
- Jimny
- Landy(inne języki)
- Lapin
- Swift
- S-Cross
- SX4
- SX4 S-Cross
- Wagon R
- Vitara

#### Wycofane z produkcji
- Aerio/Liana
- Baleno
- Cappuccino
- Cervo(inne języki)
- Celerio
- Cultus
- Equator
- Esteem/Cultus Crescent
- Fronte(inne języki)
- Kei
- Kizashi
- Mighty Boy(inne języki)
- MR Wagon(inne języki)
- Palette(inne języki)
- Splash
- Swift+
- Twin
- X-90(inne języki)
- XL-7

#### Samochody koncepcyjne
- C2
- Kizashi
- Kizashi 2
- Go
- GSX-R4
- Ionis
- LC
- Mobile Terrace
- P.X.
- Q-Concept(inne języki)
- Regina Concept
- S-Ride
- X-HEAD

### Motocykle

#### Sportowe, naked bike
- GSV-R(inne języki)
- GSX 1100
- GSX 1100G(inne języki)
- GSX 1200(inne języki)
- GSX 1400
- GSX 250 Across
- GSX 400(inne języki)
- GSX 400 F
- GSX 550(inne języki)
- GSX 600F
- GSX 750(inne języki)
- GSX 750F(inne języki)
- GSX-R 1000
- GSX-R 1100
- GSX-R 250(inne języki)
- GSX-R 400(inne języki)
- GSX-R 50
- GSX-R 600
- GSX-R 750
- GSX-R 1300 Hayabusa
- RF 400
- RF 600(inne języki)
- RF 900(inne języki)
- RG 110
- RG 125(inne języki)
- RG 150
- RG 250(inne języki)
- RG 400
- RG 50(inne języki)
- RG 500(inne języki)
- RG 80
- RGV 120
- RGV 250(inne języki)
- RGV 500(inne języki)
- SV 1000
- SV 1000 S
- SV 400S
- SV 650
- SV 650s
- TL1000r(inne języki)
- TL1000s(inne języki)
- XN 85 Turbo

#### Szosowe, turystyczne
- A 100(inne języki)
- DL 1000
- DL 650
- EN 125
- FXR 150(inne języki)
- GSF / Seria Bandit
- GSX1100F Katana
- GN 125
- GN 250(inne języki)
- GN 400(inne języki)
- Goose 350
- GP 100
- GR Tempter
- GS 1000
- GS 1100
- GS 1150
- GS 125
- GS 250
- GS 300
- GS 400
- GS 450
- GS 500
- GS 550
- GS 650
- GS 700
- GS 750
- GS 850
- GT 125
- GT 185
- GT 200
- GT 250
- GT 380
- GT 500
- GT 550
- GT 750
- GT 80
- GW 250
- GV 1400
- GX 125
- RV 125
- Shogun
- SP 370
- T 350
- T 500
- TC 100
- TXR 150
- VX 800
- XF 650

#### Cruisery
- Boulevard C50
- Boulevard M50
- Boulevard S40
- Intruder 125
- Intruder 1400
- Intruder c1800 VLR
- Intruder 1500
- Intruder 250
- Intruder 400
- Intruder 700
- Intruder 750
- Intruder 800
- Intruder Volusia
- Madura GV 700
- Marauder
- Marauder GZ 125
- Marauder GZ 250
- Marauder VZ 800
- Savage
- TU 250
- ZR 50

#### Terenowe, motocrossowe, enduro, supermoto
- DR 750
- DR 100
- DR 125
- DR 200
- DR 250
- DR 350
- DR 400
- DR 50
- DR 500
- DR 600
- DR 650
- DR 800
- DR-Z 125
- DR-Z 250
- DR-Z 400
- DS 250
- DS 50
- DS 80
- ER 100
- JR 50
- JR 80
- PE 175
- PE 250
- PE 400
- PV 80
- RL 250
- RM 100
- RM 125
- RM 250
- RM-Z 250
- RM 400
- RM-Z 450
- RM 50
- RM 60
- RM 80
- RM 85
- RMX 50
- RMX 250
- RV 90
- S
- S1
- SMX 50
- SP 125
- SP 200
- SP 400
- SP 500
- TC 120
- TC 125
- TC 90
- TF 125
- TM 400
- TM 75
- TS 100
- TS 125
- TS 185
- TS 250
- TS 400
- TS 50
- TS 75
- TS 90
- X 50

#### ATV
Terenowe, użytkowe

- Eiger 400
- King Quad 700
- TwinPeaks 700
- LT 50
- LT 80
- Ozark 250
- Q. Master 500
- Q. Runner 160
- Q. Runner 250
- Q. Runner 500
- Q. Sport 80
- Quad Runner 300
- Vinson Auto 500
- LT-F 4 WDX

Sportowe

- LT 230
- LT 500
- LT-Z 250
- LT-Z 400
- LT-R 450
- Quadracer 250
- Escudo Pikes Peak
- Cultus Pikes Peak

#### Skutery, miejskie, motorowery
- AC 100
- Address 100
- Address 50
- AP 50
- AY 50 Katana
- Birdie
- Burgman 125
- Burgman 150
- Burgman 200
- Burgman 250
- Burgman 400
- Burgman 650
- CS50 Roadie
- CX50 Stardust
- Deluxe 50
- DM 50 Samurai
- FA 50
- FX 125
- FZ 50
- GT 50
- HS 125
- K 50
- Katana R 50
- Landie 50
- Lets II 50
- OR 50
- Papia FD 112
- PV 50
- PV 60
- Raider 125
- Raider 150
- Ran 50
- RV 50
- Satria 120
- Sepia ZZ
- Sprinter 100
- TR 50 Street Magic
- UC 125 Epicuro
- UE 125
- UF 50 Estilete
- VS 125
- Sixteen 125
- Sixteen 150
- ZR 50